# Athylia ornata
Athylia ornata là một loài bọ cánh cứng trong họ Cerambycidae.